# Charles Ailleret
Charles Ailleret, né le 26 mars 1907 à Gassicourt (Seine-et-Oise) et mort le 9 mars 1968 dans un accident d'avion à La Réunion, est un général de l'Armée française, ancien résistant puis déporté pendant la Seconde Guerre mondiale, chef d’État-Major des armées de 1962 à 1968 et par ailleurs connu pour s'être opposé au putsch des généraux en Algérie en avril 1961 alors qu'il commandait la zone du Nord-Est constantinois.

## Biographie
Il entre à l’École polytechnique en 1926 et sort dans l’artillerie en 1928. En 1942, il rejoint l’O.R.A. (Organisation de résistance de l'Armée) dont il devient le commandant pour la zone Nord. En juin 1944, il est arrêté, torturé, et déporté le 15 août 1944 dans le convoi des 57000 depuis la gare de Pantin vers le camp de Buchenwald (Dora-Mittelbau) , d’où il revient en 1945.
Promu colonel en 1947, il commande la 43e demi-brigade de parachutistes. En 1951, il prend le commandement des armes spéciales de l’Armée de terre. Il fait partie, comme adjoint du général Buchalet puis responsable des applications militaires au CEA, du cercle fermé qui mènera la recherche pour concevoir une arme nucléaire : il est, en 1958, commandant interarmées des armes spéciales et dirige les opérations conduisant, le 13 février 1960, à l’explosion de la première bombe A française à Reggane, au Sahara.
En avril 1961, commandant la zone Nord-Est Constantinois, il s’oppose au putsch des généraux d’Alger. En juin 1961, il prend les fonctions de commandant supérieur interarmées en Algérie.
En 1962, il est promu général d’armée. C'est lui qui publie l’ordre du jour no 11 du 19 mars 1962 annonçant le cessez-le-feu en Algérie,. Il s'oppose à l'OAS, en mars 1962, lors de la bataille de Bab El Oued et la fusillade de la rue d'Isly, puis il participe, avec Christian Fouchet, haut-commissaire en Algérie, à l'autorité de transition au moment de l'indépendance.
Il est nommé chef d’État-Major des armées, le 16 juillet 1962.
Il organise le retrait de la France du commandement intégré de l’OTAN en 1966 et met en place la stratégie établie par le général de Gaulle d’une défense nucléaire française « tous azimuts »,,.
Le 9 mars 1968, après une tournée d'inspection dans l'océan Indien, il trouve la mort, avec sa femme et sa fille ainsi que douze autres personnes, dans un accident d'avion. En l'absence de visibilité, le DC-6 du GLAM — qui devait le ramener en France via Djibouti — prend une mauvaise direction peu après son décollage de Saint-Denis de La Réunion et s'écrase contre une colline,,.
Ses obsèques se déroulent le 15 mars aux Invalides en présence du général de Gaulle et sont retransmises à la télévision. Charles Ailleret et sa famille sont enterrés à Ver-sur-Mer, en Normandie.

## Parenté
Il est le frère de Pierre Ailleret, un des chercheurs à l'origine du programme électronucléaire civil français.

## Décorations
Charles Ailleret est récipiendaire de multiples décorations françaises et étrangères, dont notamment :
- Grand-croix de la Légion d'honneur le 15 mars 1964[16] ;
- Croix de guerre 1939–1945 ;
- Croix de la Valeur militaire (trois citations dont une à l'ordre de l'armée, le 21 avril 1962) ;
- Médaille de la Résistance française avec rosette (décret du 29 novembre 1946) :
- Croix du combattant ;
- Médaille commémorative de la guerre 1939–1945 ;
- Médaille commémorative des opérations de sécurité et de maintien de l'ordre.
- Grand-croix de l'ordre d'Aviz ( Portugal, 19 décembre 1966)[17]

## Publications
- L’aventure atomique française – Comment naquit la force de frappe, éd. Grasset, Paris, 1968, 404 p.
- Général du contingent – En Algérie, 1960-1962 (préface de Jean Daniel), éd. Grasset, Paris, 1998, 392 p.